# 印西市立小林北小学校
印西市立小林北小学校（いんざいしりつ こばやしきたしょうがっこう）は、千葉県印西市小林北五丁目にある公立小学校。

## 概要
小林小学校より分離し、開校する。新興住宅地に立地している。

## 沿革
- 1991年（平成3年）4月1日 - 当時の印西町立小林小学校より分離し、開校（学区砂田・新田・台方の一部・小林北・浅間三丁目）。
- 1996年（平成8年）4月1日 - 市制施行に伴い、印西市立小林北小学校と改称。

## 学区
印西市小林北一丁目、小林北二丁目、小林北三丁目、小林北四丁目、小林北五丁目、小林北六丁目及び小林浅間三丁目の全部の区域並びに小林の一部の区域。

## 進学
- 印西市立小林中学校

## 交通
- 成田線小林駅より徒歩7分[2]。